# Sent Joan de Verges
Sent Joan de Verges (en francès Saint-Jean-de-Verges) és un municipi francès del departament de l'Arieja i la regió d'Occitània.